# Punta Chalanson
Punta Chalanson – szczyt w Alpach Graickich, części Alp Zachodnich. Leży w północnych Włoszech w regionie Piemont. Należy do masywu Alpi di Lanzo e dell’Alta Moriana. Szczyt można zdobyć ze schroniska Rifugio Bartolomeo Gastaldi (2659 m). Pod szczytem zalega Glacier des Evettes.